# Birthamoides angustipennis
Birthamoides angustipennis är en fjärilsart som beskrevs av Erich Martin Hering 1931. Birthamoides angustipennis ingår i släktet Birthamoides och familjen snigelspinnare. Inga underarter finns listade i Catalogue of Life.